# Кетрін Прескотт
Ке́трін «Кет» Пре́скотт (англ. Kathryn "Kat" Prescott; нар. 4 червня 1991 року, Саутгейт, Лондон, Англія)  — англійська акторка. Прескотт відома образом Емілі Фітч у підлітковому телесеріалі «Скінз».

## Кар'єра
У липні 2008 року Прескот і її сестра-близнючка Меган з'явились в епізоді телесеріалу Doctors. Вона грали сестер Емі та Шарлоту Вілкокс в епізоді Dare, Double Dare, Truth. З початку 2009 року Кетрін грає Емілі Фітч в 3-4 сезонах серіалу «Скінс» з героями, які вважаються другим поколінням. В березні 2010 року Прескотт заявила на своєму офіційному сайті, що зіграла в пілотній серії серіалу Goth.

## Особисте життя
Кетрін на шість хвилин старша, ніж її сестра Меган. Не є строгою вегетаріанкою, хоча до м'яса, яке споживає, ставиться обережно.

## Фільмографія
| Рік       | Фільм            | Роль        | Нотатки                           |
| --------- | ---------------- | ----------- | --------------------------------- |
| 2019      | Полароїд         | Берд Фітчер | Фільм (головна роль)              |
| 2017      | До кісток        | Анна        | Фільм                             |
| 2011      | Скінс: фільм     | Емілі Фітч  | Фільм (головна роль)              |
| 2011      | Фатальний        | Мішель      | Фільм (головна роль)              |
| 2010      | Гот (телесеріал) | Кейті       | В пілотній серії                  |
| 2009-2010 | Скінс            | Емілі Фітч  | Головна роль                      |
| 2008      | Лікарі           | Емі         | Епізод (Dare, Double Dare, Truth) |